# 황주홍
황주홍(黃柱洪, 1952년 2월 27일 ~ )은 대한민국의 정치인이다. 강진군수, 19·20대 국회의원을 역임했다.

## 생애
황주홍은 1952년 2월 27일에 전라남도 강진에서 태어났다. 이후 김대중으로부터 발탁되어 1995년부터 새정치국민회의의 여러 당직을 역임하며 정치인으로서 활약하였다. 2004년에 제17대 총선에 새천년민주당 소속으로 강진군·완도군에 출마했으나 열린우리당의 이영호 후보에게 낙선하였다. 하지만 그해 10월 31일에 실시된 강진군수 재선거에 새천년민주당 소속으로 출마하여 과반수 득표로 당선되며 재기에 성공하였다. 이후 2006년에 실시된 제4회 지방 선거에 재선에 성공했다.
제5회 지방 선거를 앞둔 2010년 2월에는 기초자치단체장 정당공천제를 폐지할 것을 요구하며 민주당을 탈당하였다.제5회 지방 선거에서 무소속으로 민주당의 강진원 후보를 누르고 3선에 성공했다.
2011년 11월 10일에 제19대 총선 출마를 선언하고 군수직을 사퇴하였다.한편 민주당은 황주홍의 복당을 불허했으나 그는 시민통합당에 입당하여 시민통합당이 민주통합당에 흡수되면서 사실상 복당에 성공했다.제19대 총선에서 민주통합당 소속으로 장흥군·강진군·영암군에서 당선되었다.
총선에서는 건국대 교수 시절인 2003년에 쓴 노무현 대통령 하야 촉구 칼럼이 구설수에 올랐으나,황주홍은 노무현의 사후 생각이 바뀌었으며 당시의 칼럼을 지금에 와서 문제로 삼는 것은 저급한 정치라고 해명했다.
당 내에서 황주홍은 온건파의 일원으로 꼽힌다. 2012년 7월부터 현재까지 꾸준히 쓰고 있는 '한 초선 일지'를 통해 자신의 생각을 자주 드러내고 있다. 제18대 대선 이후인 2013년 2월 5일에는 친노계의 수장이자 당시 대선 후보였던 문재인의 의원직 사퇴를 주장했다.이에 범친노계인 정청래는 황주홍이 먼저 의원직을 사퇴하라고 반박했고, 이에 황주홍은 "정청래 의원의 평소 인품과 충성심으로 볼 때 전혀 놀랄 일이 아니다."라고 맞받아쳤다.
2013년 3월에는 최고위원 경선 출마 의사를 밝혔다.출마선언문에서 황주홍은 "제게 민중이 있다면 봉기를 하고 싶고, 부대가 있다면 전복해버리고 싶었다."며 "이념적 편향성을 바로잡고 새천년민주당과 열린우리당의 중도개혁주의를 회복시킬 것이다."이라는 포부를 밝혔다. 그러나 4월 13일 11명의 후보 중 7명을 남기는 1차 선거에서 하위 4인에 포함되어 결국 탈락했다.2014년 8월에 세월호 특별법 논란 당시에는 박영선 새정치민주연합 국민공감혁신위원장을 옹호했다. 8월 7일 박영선은 이완구 당시 새누리당 원내대표와 세월호 특별법을 8월 13일 통과시키기로 합의했다. 합의의 주요 내용은 세월호 진상조사위원회에 수사권과 기소권은 주지 않는 대신, 야당과 세월호 유가족에게 유리한 방향으로 조사위를 구성하는 것이었다. 이후 새정치민주연합에서는 박영선이 잘못된 합의를 했다며 당내 논란이 거셌다.
8월 11일 의원총회를 앞두고 황주홍은 초선일지를 통해 세월호 특별법 여야 합의안 자체는 비판하면서도 재협상 요구에 대해선 부정적 의사를 피력했다. 당내 세월호 특별법 재협상 요구에 대해선 "강경파들이 벌떼처럼 대들고 있다"고 말했다. 11일 의원총회에서 세월호 특별법을 재협상하는 것으로 결론지어지자 황주홍은 이튿날 YTN라디오에 출연해 의총 내용에 대해 시중의 여론과 동떨어진 것이라고 밝혔다. 또한 당내 '선명 야당' 노선에 대해서도 진영논리이자, 과거 민주 대 독재 시대의 가치관이 반영된 낡은 과거라고 비판했다.
2015년 그는 '제헌절 공휴일 지정촉구 결의안'을 발의했다.

## 학력
- 1964년 광주수창국민학교 졸업
- 1967년 광주북성중학교 졸업
- 1970년 광주제일고등학교 졸업
- 1979년 연세대학교 정치외교학 학사
- 1982년 연세대학교 대학원 정치외교학 석사
- 1985년 미주리대학교 대학원 정치학 석사
- 1989년 미주리대학교 대학원 정치학 박사

## 경력
- 연세대학교 강사
- 이화여자대학교 강사
- 1988 미국 미주리 대학교 정치학과 교수
- 1989 연세대학교 사회과학연구원 객원연구위원
- 1991 중앙일보 뉴스위크국 제작위원
- 1991 미국 노스 캐롤라이나 대학교 교환교수
- 1993 아태평화재단 연구실장, 기획조정실장
- 1995 새정치국민회의 창당발기인
- 1995 새정치국민회의 창당기획단 부단장
- 1996 제15대 국회의원 선거 새정치국민회의 상황실장
- 1997 제15대 대통령 선거 새정치국민회의 김대중 대통령 후보 방송전략기획팀장
- 국회 정책연구위원
- 1998 아태평화재단 부총장
- 2001 미국 미네소타 대학교 연구교수
- 2001 새천년민주당 제4정책조정위원회 위원장
- 2004 제17대 국회의원 선거 새천년민주당 선거대책위원장 정무특별보좌관
- 2004 새천년민주당 전라남도 지부 강진군·완도군 지구당위원장
- 2004년 10월 31일: 2004년 하반기 재보궐선거 당선(민선 3기, 전라남도 강진군수, 새천년민주당, 초선)
- 2006년 5월 31일: 제4회 전국동시지방선거 당선(민선 4기, 전라남도 강진군수, 민주당, 재선)
- 2010년 6월 2일: 제5회 전국동시지방선거 당선(민선 5기, 전라남도 강진군수, 무소속, 3선)
- 2004.11 ~ 2011.12 제39·40·41대 전라남도 강진군수(민선 3·4·5기, 새천년민주당→민주당→통합민주당→민주당→무소속→민주당, 3선)
- 희망의 세상을 열어가는 사람들 공동대표
- 한국국제정치학회 이사
- 한국정치학회 상임이사
- 평화운동연합 부총재
- 2006 건국대학교 정치외교학과 교수
- 사단법인 국가전략연구원 원장
- 연세대학교 총동문회 이사
- 미주리 대학교 한국동문회 이사
- 2012년 4월 11엘: 대한민국 제19대 국회의원 선거 당선(전남 장흥군·강진군·영암군, 민주통합당, 초선)
- 2012.05 ~ 2016.05 제19대 국회의원(전남 장흥군·강진군·영암군, 민주통합당→민주당→새정치민주연합→무소속→국민의당, 초선)
  - 2012.07 ~ 2013.03 제19대 국회 전반기 농림수산식품위원회 위원
  - 2013.03 ~ 2016.05 제19대 국회 전반기, 후반기 농림축산식품해양수산위원회 위원
  - 2014.06 ~ 2015.05 제19대 국회 후반기 예산결산특별위원회 위원
- 2012.05 ~ 2013.05 민주통합당 전라남도당 장흥군·강진군·영암군 지역위원회 위원장
- 2013.05 ~ 2014.03 새정치민주연합 전라남도당 장흥군·강진군·영암군 지역위원회 위원장
- 2014.03 ~ 2015.12 새정치민주연합 전라남도당 장흥군·강진군·영암군 지역위원회 위원장
- 2015.01 ~ 2015.12 새정치민주연합 전라남도당 위원장
- 2016.02 ~ 2018.02 국민의당 전국위원회 농어민위원장
- 2016년 4월 13일: 대한민국 제20대 국회의원 선거 당선(전남 고흥군·보성군·장흥군·강진군, 국민의당, 재선)
- 2016.05 ~ 2020.05 제20대 국회의원(전남 고흥군·보성군·장흥군·강진군, 국민의당→무소속→민주평화당→민생당, 재선)
  - 2016.06 ~ 2018.02 제20대 국회 전반기 농림축산식품해양수산위원회 간사
  - 2017.06 ~ 2018.02 제20대 국회 전반기 예산결산특별위원회 간사
  - 2018.02 ~ 2018.04 제20대 국회 전반기 농림축산식품해양수산위원회 위원
  - 2018.02 ~ 2018.04 제20대 국회 전반기 예산결산특별위원회 위원
  - 2018.04 ~ 2018.05 제20대 국회 전반기 농림축산식품해양수산위원회 간사
  - 2018.04 ~ 2018.05 제20대 국회 전반기 예산결산특별위원회 간사
  - 2018.07 ~ 제20대 국회 후반기 농림축산식품해양수산위원회 위원장
- 2017.01 ~ 2017.05 국민의당 최고위원
- 2017.02 ~ 2018.02 국민의당 인재영입위원회 공동위원장
- 2018.02 ~ 2018.08 민주평화당 정책위원회 의장
- 2018.08 ~ 2019.01 민주평화당 사무총장
- 2023.04 ~ 대한민국헌정회 이사

## 전과
- 정보통신망이용촉진및정보보호등에관한법률위반(명예훼손): 벌금 100만원 - 2006년 12월 26일 선고[12]

## 저서
- 『현대정치와 국가』(연세대 출판부, 1992)
- 『미래학 입문』(평민사, 1993)
- 『한국정치화 국제관계』(박영사, 1989)
- 『새로운 공동체를 찾아서』(한맥, 1997)
- 『자유주의와 민주주의』(문학과 지성사, 1991)
- 『서양정치사상』(문학과 지성사, 1993)
- 『현대정치학』(을유문화사, 1994)
- 『토니블레어 : 영국개혁 이렇게 한다』(중앙M&B, 1998)
- 『패자부활전이 있는 나라』(풀빛출판사, 2000)
- 『패자부활전 : 희망의 다른 이름』(풀빛, 2002)
- 『지도자론 : 한국의 리더와 리더쉽』(건국대출판부, 2002)
- 『황주홍 교수의 미래학 산책』(조선일보사, 2002)
- 『강진군에서도 대한민국을 바꿀수 있다』(조선대학교 출판부, 2010)
- 『군수가 벼슬이랑가?』(조선대학교 출판부,2011)

## 역대 선거 결과
|  | 45.78% |

|  | 58.82% |

|  | 76.05% |

|  | 56.35% |

|  | 51.87% |

|  | 51.12% |

|  | 34.31% |

## 소속 정당
| 소속 정당 | 소속 정당      | 소속 기간 | 비고                |
| --------- | -------------- | --------- | ------------------- |
|           | 새정치국민회의 | 1995~2000 | 창당 정계 입문      |
|           | 새천년민주당   | 2000~2005 | 합당                |
|           | 민주당         | 2005~2007 | 당명 변경           |
|           | 중도통합민주당 | 2007      | 합당                |
|           | 민주당         | 2007~2008 | 당명 변경           |
|           | 통합민주당     | 2008      | 합당                |
|           | 민주당         | 2008~2010 | 당명 변경           |
|           | 무소속         | 2010      | 탈당                |
|           | 민주당         | 2010~2011 | 복당                |
|           | 민주통합당     | 2011~2013 | 합당                |
|           | 민주당         | 2013~2014 | 당명 변경           |
|           | 새정치민주연합 | 2014~2015 | 합당                |
|           | 무소속         | 2015~2016 | 탈당                |
|           | 국민의당       | 2016~2018 | 창당                |
|           | 무소속         | 2018      | 탈당                |
|           | 민주평화당     | 2018~2020 | 창당                |
|           | 민생당         | 2020~2021 | 합당                |
|           | 무소속         | 2021~현재 | 당적 상실 정계 은퇴 |

## 같이 보기
- 장흥군·강진군·영암군
- 장흥군의 국회의원
- 강진군의 국회의원
- 영암군의 국회의원
- 고흥군·보성군·장흥군·강진군
- 고흥군의 국회의원
- 보성군의 국회의원
- 강진군수